# Хермип (комедиограф)
Хермип (грч. Ἕρμιππος, 5. век п. н. е.), син Лисиде и брат комедиографа Миртила, био је атински комедиограф који је стварао у оквиру старе атичке комедије. Био је нешто млађи од Телеклида, али старији од Еуполида и Аристофана.Према Суди, написао је четрдесет комедија, од којих је сачувано нешто мање од сто фрагмената и ових девет наслова:
- Рођење Атене (Ἀθηνᾶς γοναί)[3]
- Продавачице хлеба (Ἀρτοπώλιδες)[4]
- Општинари (Δημόταις)[5]
- Еуропа (Εὐρώπη)[6]
- Богови (Θεοί)
- Керкопи (Κέρκωπες)
- Мојре (Μοίραι)[7]
- Војници (Στρατιῶται)
- Носачи корпе (Φορμοφόροι)[8]

Хермип је у својим комедијама жестоко нападао Перикла, нарочито у вези с Аспазијиним ослобођењем од оптужбе за безбожност (ἀσέβεια) и у вези с почетком пелопонеског рата: "Отприлике у исто време", пише Плутарх, "комедиограф Хермип тужио је Аспасију за безбожност, као и зато што прима слободне жене које долазе на састанке с Периклом".О нападима на Перикла због његове ратне тактике пише Плутарх: "Многи су га опет пријатељи салетали молбама, и многи непријатељи наваљивали на њега претњама и жалбама, а многи му певали и песме ругалице, у којима га исмејаваху као плашљива војсковођу који државу предаје непријатељима. Сад га је све више нападао и Клеон који је мржњом грађанства на Перикла крчио пут својој демагогији, као што јасно показују ови Хермипови стихови:
О сатирски краљу, зашто ли нећеш
да копље понесеш, но само о рату
непрестано страшне говориш речи,
а храброшћу дишеш к'о Телет?<реф>Опште име за страшљивца у атичким комедијама.</реф>
А оштри л' ко сабљу на тоцилу тврду,
тад срце ти дршће и цвокоћу зуби,
а гризе те још и срчани Клеон".
У Продавачицама хлеба нападао је Хипербола и његову мајку, па би тај комад припадао периоду између 421. и 416. п. н. е. Неки од сачуваних наслова указују на митолошке травестије. Атенејева изјава да је Хермип писао пародијенајвероватније се не односи на нека посебна дела Хермипова, него на пародирање које се налази у његовим комедијама. Но неколико античких извора цитира из Хермипових јампских песама, па се на основу тих фрагмената закључује да је писао и подругљиве песме у Архилоховом стилу.